# NGC 1852
NGC 1852 (другое обозначение — ESO 56-SC71) — рассеянное скопление в созвездии Золотой Рыбы, расположенное в Большом Магеллановом Облаке.
Этот объект входит в число перечисленных в оригинальной редакции «Нового общего каталога».
Около центра скопления на небе находится планетарная туманность, которая может быть его членом. Температура центральной звезды туманности схожа с температурой центральной звезды  планетарной туманности, расположенной в M 15.